# 이안 로버츠

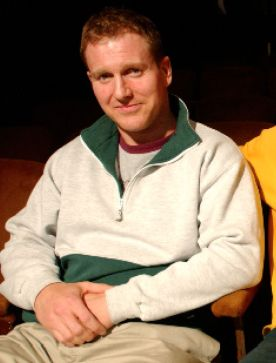

이언 로버츠(Ian Roberts, 1965년 7월 29일 ~ )는 미국의 배우, 각본가이다.
퀸스에서 태어났다.

## 출연 작품
- 프릭스 오브 네이처 (2015년)
- 안드로이드 캅 (2014년)
- 블레이크 쉘톤즈 낫 소 패밀리 크리스마스 (2012년)
- 퍼니 오어 다이 프레즌트 (2009년)
- 알러뷰 맨 (2009년)
- 세미 프로 (2008년)
- 드릴빗 테일러 (2008년) - 짐 역
- 거대한 (2008년)
- 와일드 걸스 곤 (2007년)
- 르노 911! - 마이애미 (2007년)
- 텔라데가 나이트 : 리키 바비의 발라드 (2006년) - 카일 역
- 앵커맨 (2004년)
- 데스 오브 어 다이너스티 (2003년)
- 브링 잇 온 (2000년) - 스파키 폴라스트리 역

### 텔레비전
- 르노 911! (2004-22)
- 못말리는 패밀리 (2005-13)
- 팍스 앤 레크리에이션 (2009-10) - 이언 윈스턴 역